# روي ماتسوموتو
روي ماتسوموتو (بالإنجليزية: Roy Matsumoto)‏ هو عسكري أمريكي، ولد في 1 مايو 1913، وتوفي في 21 أبريل 2014 في San Juan Island ‏ في الولايات المتحدة.